# Mel Ferrer
Melchor Gaston Ferrer, bedre kendt som Mel Ferrer, (25. august 1917 – 2. juni 2008) var en amerikansk skuespiller, filminstruktør og -producer.

## Opvækst og karriere
Mel Ferrer blev født i New Jersey og havde spanske og irske rødder. De spanske stammerede fra hans far, der var født på Cuba og var respekteret læge, og de irske fra hans mor. Mel havde tre søskende, hvoraf to blev læger og den tredje redaktør.
Mel Ferrer gik på privatskole som barn, og han kom på Princeton University, men forlod dette, året inden han kunne have fået sin eksamen, for at få tid til at spille teater. Han arbejdede i øvrigt også som redaktør på en lille avis og fik udgivet en børnebog i 1940.
Hans interesse for skuespil var begyndt nogle år forinden, hvor han spillede med i et sommerteater. I 1937 vandt han en pris for et skuespil, han havde skrevet. Som 22-årig kom til Broadway, hvor han først fik korroller, men et par år senere fik han sin debut som skuespiller. I første omgang opnåede han ikke så meget, da han blev ramt af polio, og han to sydpå for at komme sig, og i den forbindelse arbejdede han lidt som discjockey og gik i gang med at skrive en roman.
Han vendte tilbage til Broadway, og han fik foden indenfor i filmverdenen. Han kom til at instruere en række dokumentarfilm og fik en række roller i spillefilm. I alt indspillede han over 80 film uden dog at opnå større succes. Blandt hans kendteste film kan nævnes Scaramouche (1952), Lili (1953) samt Fassbinders Lili Marleen (1981). Han producerede også en håndfuld film, herunder Fanget af mørket (1967). Sent i karrieren havde Ferrer en rolle i Falcon Crest (1981-84).
Han har fået en stjerne på Hollywood Walk of Fame.

## Privatliv
Mel Ferrer var gift fem gange, hvor ægteskabet med Audrey Hepburn 1954-1968 var det mest kendte. Han fik samlet fem børn, tre drenge og to piger.

## Filmografi
Den følgende liste er et uddrag af de film, Mel Ferrer medvirkede i.
- Magten og æren (The Fugitive, 1947) – Ferrers ukrediterede filmdebut
- Den usynlige grænse (Lost Boundaries, 1949)
- Født umoralsk (Born to Be Bad, 1950)
- Guldfuglen (Rancho Notorious, 1952)
- Scaramouche (1952)
- Ridderne af det runde bord (film) (Knights of the Round Table, 1953)
- Lili (1953)
- Oh! Rosalinda (Oh... Rosalinda!!, 1955)
- Krig og fred (War and Peace, 1956)
- Og solen går sin gang (The Sun Also Rises, 1957)
- Den længste dag (The Longest Day, 1962)
- Romerrigets fald (The Fall of the Roman Empire, 1964)
- Brannigan (1967)
- Lili Marleen (1981)